# Sfaleryt

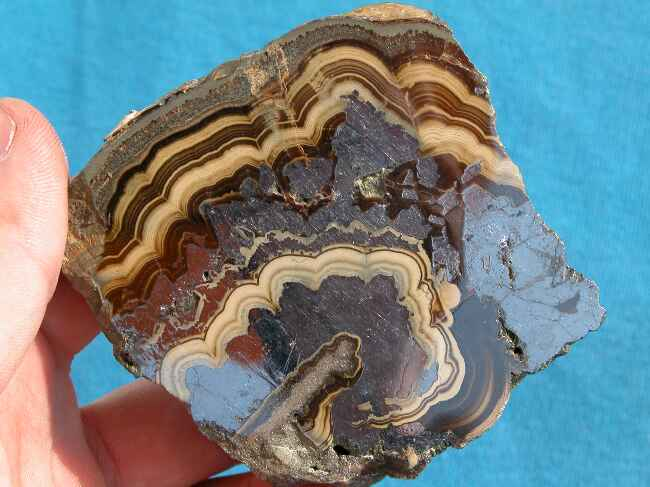
Sfaleryt i wurtzyt (żółty i brązowy) oraz galena

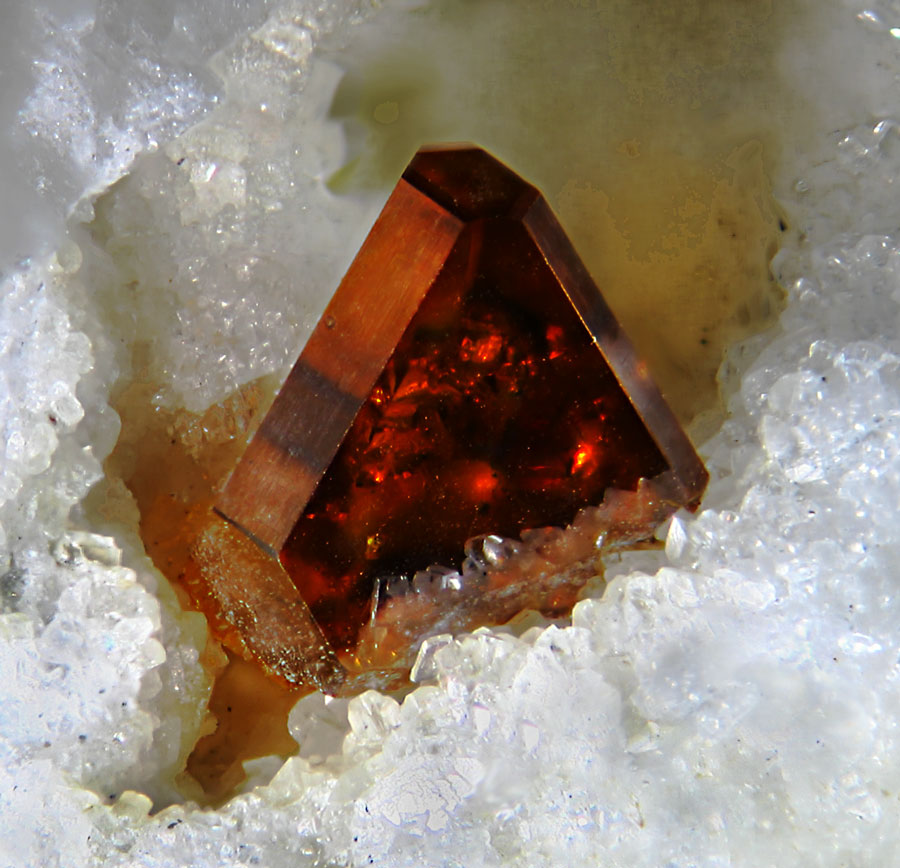
Kryształ sfalerytu wydobyty w Binn

Sfaleryt (blenda cynkowa) – minerał z gromady siarczków. Bardzo pospolity i szeroko rozpowszechniony.
Nazwa pochodzi od gr. sphaleros = zwodniczy, niepewny, podstępny, złudny; nawiązuje do kłopotów jakie sprawia minerał przy identyfikacji (w XVII w. określono, że jest to kruszec cynku).

## Właściwości
Tworzy kryształy izometryczne (tetraedry lub dwunastościany rombowe), często występują zbliźniaczenia oraz charakterystyczne prążki na ścianach kryształów. Występuje w formie skupień zbitych, ziarnistych, ziemistych i pylastych (– brunckit), nerkowatych, naciekowych, masywnych, koloidalnych (blenda skorupowa) groniastych i skorupowych (charakteryzujących się budową koncentryczną, warstwową, pręcikową i włóknistą). Razem z wurcytem stanowi odmianę polimorficzną siarczku cynku. Jest kruchy, przezroczysty do nieprzezroczystego, czasem przeświecający, zawiera domieszki żelaza, kadmu, manganu, talu, indu, germanu, galu, rtęci, cyny, miedzi, ołowiu, srebra i złota. Wykazuje bardzo wysoką dyspersję wynoszącą 0,156.

## Odmiany[1]
- blenda karmelowa – żółta lub brunatna
- cleiofan – czysty, bezbarwny
- blenda rubinowa – z małą domieszką żelaza, zabarwiona na czerwono, pomarańczowo lub biało
- gumucionit – zielony, szary, brunatnoczarny
- marmatyt, – z dużą domieszką żelaza, zabarwiony na ciemnozielony do czarnego
- christofit – czarny, zawiera domieszki żelaza
- przybramit – zawiera domieszki kadmu

## Występowanie
Najczęściej tworzy się w wyniku działalności gorących roztworów przenikających przez różne skały. Bywa spotykany w żyłach i gniazdach kruszcowych, w pegmatytach, granitach, gabrach. Powstaje również w wyniku przeobrażeń kontaktowych (w skarnach) oraz metasomatycznych (w grejzenach). Dobrze wykształcone, narosłe kryształy występują w kawernach, druzach i szczelinach skalnych, gdzie tworzą efektowne szczotki krystaliczne. Prawie zawsze występuje z kwarcem, galeną, pirytem, pirotynem, barytem, chalkopirytem, markasytem, fluorytem, dolomitem, kalcytem. Obecny we wszystkich skałach zawierających siarczki.
Miejsca występowania: Hiszpania, Meksyk, USA, Kanada, Australia, Rosja, Kazachstan, Namibia, Mjanma, Kongo, Niemcy, Czechy, Słowacja, Rumunia, Wielka Brytania, Belgia, Austria, Francja, Włochy,Szwajcaria (Binn).
W Polsce – pospolity kruszec złóż cynku i ołowiu okolic Bytomia, Tarnowskich Gór, Olkusza. Znany też z Dolnego Śląska – okolice Boguszowa, Kowar, Strzegomia i Kletna. Spotkać go można w kopalni miedzi w rejonie Lubina i Polkowic.

## Zastosowanie
- źródło cynku (67% Zn)
- źródło kadmu, srebra (też indu, galu)
- poszukiwany przez kolekcjonerów
- dobrze wykształcone kryształy są wykorzystywane w jubilerstwie
- służy do wyrobu drobnej galanterii ozdobnej